# Phenomena
Phenomena és una sala de cinema ubicada al carrer Sant Antoni Maria Claret número 168 de Barcelona. Antigament, la sala pertanyia al cine Nàpols.
El projecte, dirigit per Nacho Cerdà, va començar amb una primera sessió al desembre del 2010 amb el programa doble de Jaws i Alien. Com que no comptava amb local propi, durant els dos primers anys de vida del projecte les sessions s'organitzaven de forma itinerant a diverses sales de la ciutat com, per exemple, al cine Girona o al cine Comèdia, tot i que la majoria de les projeccions es van fer al cinema Urgell. Ara bé, l'acord amb aquest cinema va deixar de ser factible perquè volia tancar i no veia viable mantenir la sala oberta únicament per poder seguir amb el Phenomena, ja que el projecte hauria de passar-se a fer càrrec de les despeses anuals del cinema. Aquesta proposta va rebre una negativa per part de Cerdà perquè Phenomena no era una companyia i, per tant, no ho podia assumir.
L'any 2014, Phenomena es va instal·lar al local de l'antic cine Nàpols i va estrenar la nova etapa amb la mateixa sessió que es va projectar quan va començar el projecte. Durant la primera etapa de vida del cinema, Nacho Cerdà va decidir fer un recorregut pels 60 títols més destacats del cicle des del seu naixement.
Des de llavors, el projecte manté la filosofia que ja el caracteritzava durant els primers quatre anys de vida. Cerdà expressa que el que ell busca per a aquesta sala és crear un cinema com els d'abans però amb la tecnologia del demà. D'aquesta manera, Cerdà afirma que fan una feina d'arqueologia, tant en la decoració com pel que fa a les còpies que projecten, i que es tracta és de trobar l'equilibri entre el cinema de barri i el més contemporani.
Inclou una programació de cicles dedicats a grans directors, sessions infantils, grindhouse, reestrenes, pel·lícules inèdites a les nostres cartelleres i les mítiques sessions dobles, entre altres sorpreses. Es tracta d'una programació variada en què es poden trobar des de clàssics fins a pel·lícules contemporànies en versió original subtitulada en castellà (VOSE).
L'espai també ha acollit diferents esdeveniments, com ara la presentació de la pel·lícula Anacleto i la sèrie de TV3 Cites, el rodatge de l'anunci d'Estrella Damm, classes magistrals d'Alejandro Amenábar i del productor Jan Harlan, rodes de premsa, presentacions de llibres i festivals.
Phenomena Experience va néixer com una iniciativa que sentia nostàlgia per temps passats, sobretot per la sessió doble, i que volia mirar enrere cap als cinemes de barri i recuperar els clàssics comercials dels anys 70, 80 i 90, com ara Superman, Indiana Jones, E.T., Gremlins, etc. La idea era convertir el fet d'anar al cinema en tota una experiència, seguint la mateixa fórmula que fa quaranta anys: sessió contínua a preus populars. Aquesta iniciativa no compta amb cap subvenció ni ajuda. Phenomena parteix de l'objectiu de defensar l'"acte social" d'anar al cine. El seu creador comenta que el cine s'ha convertit en una experiència solitària i que, per això, Phenomena vol "crear comunitat", transmetre la "sensació d'esdeveniment exclusiu", és a dir, recuperar l'encant i l'acte social que abans suposava anar a veure una pel·lícula.
El 2014, després de 135 sessions i 200 pel·lícules projectades, es va arribar a més de 100.000 espectadors. En comprovar l'èxit que tenien a Barcelona, va expandir-se amb sessions a altres ciutats com Madrid i Saragossa. Nacho Cerdà afirma que l'èxit de Phenomena resideix en la seva passió pel cinema i la dels que treballen amb ell perquè va ser, sobretot en els seus inicis, una feina costosa i difícil, tant a l'hora d'aconseguir les còpies dels films com també de cara a muntar les programacions, ja que ha volgut oferir sempre el millor i no projectar "qualsevol cosa". Seguint aquesta mateixa línia, Cerdà exigeix una qualitat màxima pel que fa a les qüestions tècniques i, per tant, això vol dir projectar cada pel·lícula en les millors condicions possibles, ja que, segons ell, és bàsic per tal que el públic gaudeixi del cine com enlloc.
El 2015, amb motiu del seu cinquè aniversari, va sortir al mercat el llibre El cine según Phenomena: Un viaje a la ilusión en 40 películas, escrit per Jordi Batlle Caminal (de l'editorial Timun Mas), un catàleg de les seves obres fonamentals i també un repàs d'aquest fenomen que vol recuperar l'"emoció perduda" pel món del cinema."Es algo insólito y queremos ir más allá de los blockbusters, ampliarlo a Serie B, grindhouse, ciclos temáticos y maratones", comenta Cerdà.

## Sala i projectors
El cinema consta de dues plantes, una dedicada a l'emmagatzematge i la preparació física de les pel·lícules i l'altra dedicada a la projecció. La sala, que forma part de l'antic cine Nàpols, té un aforament de fins a 450 persones. Disposa de dos projectors diferents: el digital i l'analògic, de l'empresa Kelonik i de 35 mm i 70 mm, a més d'alguns dels millors sistemes de so, com ara DTS, SDDS i el multidimensional Dolby Atmos.